# Palacio de Wilanów
El palacio de Wilanów (en polaco: Pałac w Wilanowie o Pałac Wilanowski) es un palacio barroco situado en la parte sudeste de Varsovia (la capital de Polonia), en el distrito de Wilanów. Es la estación final de la llamada Ruta Real, que parte del Castillo Real en el barrio viejo. Es conocido como el «Versalles polaco» y es uno de los edificios históricos más impresionantes e importantes en Polonia.
La historia del palacio se remonta a 1677, cuando el rey Juan III Sobieski adquirió unos terrenos en esa zona y mandó construir una residencia palaciega. Hasta 1945 estuvo habitado por familias de la nobleza polaca. Debido al hecho de encontrarse apartado del centro de la ciudad, el palacio sobrevivió casi intacto a la Segunda Guerra Mundial. Actualmente se pueden visitar sus salones con muebles y decoración de diferentes épocas. El palacio alberga el Museo de Interiores y la Galería del Retrato Polaco, también cuenta con salas para exposiciones temporales y una biblioteca. Dignos de visitar son el extenso parque y los bellos jardines.

## Historia

### Fundación
El 23 de abril de 1677 el rey Juan III Sobieski adquiere los terrenos al sur de la ciudad conocidos como Milanów y decide fundar allí su residencia privada, para lo cual contrata al arquitecto Augustyn Locci, quien levanta un palacete simple, de una sólo planta, en dos años. El rey bautiza la zona con el nombre italiano de Villa Nova (nombre que posteriormente pasa al polaco como Wilanów). Los éxitos militares del reino y la creciente influencia del rey condujeron a la considerable expansión del palacio en los años siguientes.

### Generaciones siguientes

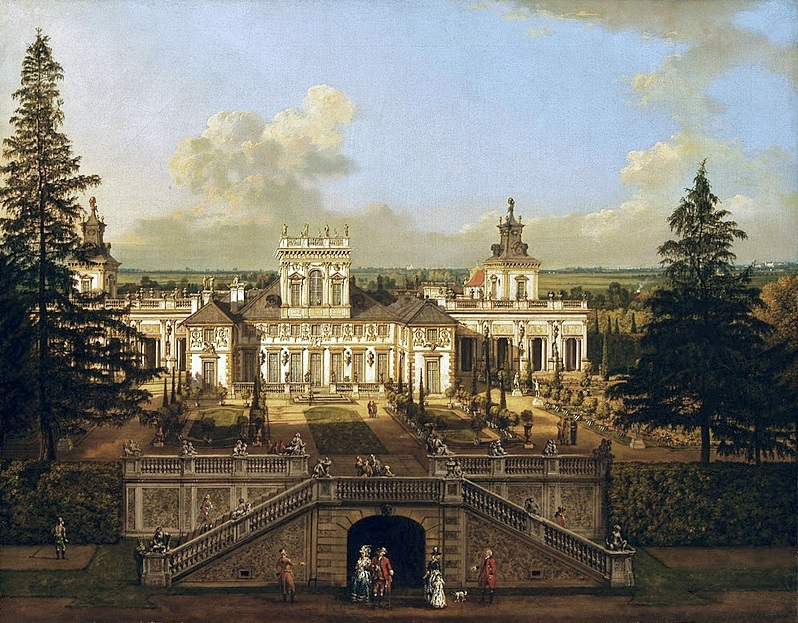
El palacio en 1770 pintado por Canaletto.

A la muerte del rey Juan III, residieron en el palacio sus hijos. En 1720 adquiere el palacio Elżbieta Sieniawska, una magnate proveniente de una familia noble, quien emprende importantes reformas de mejora. En 1730 el palacio pasa nuevamente a manos reales: el rey Augusto II el Fuerte lo ocupa por un periodo de tres años y le hace modificaciones considerables, particularmente en el diseño y decoración interiores.
A la muerte de Augusto II en 1733, el palació pasa a ser propiedad de Maria Zofia Sieniawska (hija de Elżbieta Sieniawska) y de su esposo, el príncipe August Aleksander Czartoryski. Cuando este muere, en 1782, su hija Izabela Lubomirska, casada con el mariscal Stanisław Lubomirski, lo hereda. En el periodo que ella lo habitó, hasta su muerte, el palacio vivió una época llena de gloria. Después pasó a su hija Aleksandra Lubomirska, casada con el político noble Stanisław Kostka Potocki. Gracias a los esfuerzos de este y a su habilidad como coleccionista, uno de los primeros museos públicos de Polonia fue abierto en 1805 en el palacio. El museo reunía obras artísticas de Europa y de Asia Oriental, en gran parte de la propia colección de Potocki, y como parte central tenía una exposición sobre el pasado glorioso de Polonia y sobre la vida del rey Juan III Sobieski.

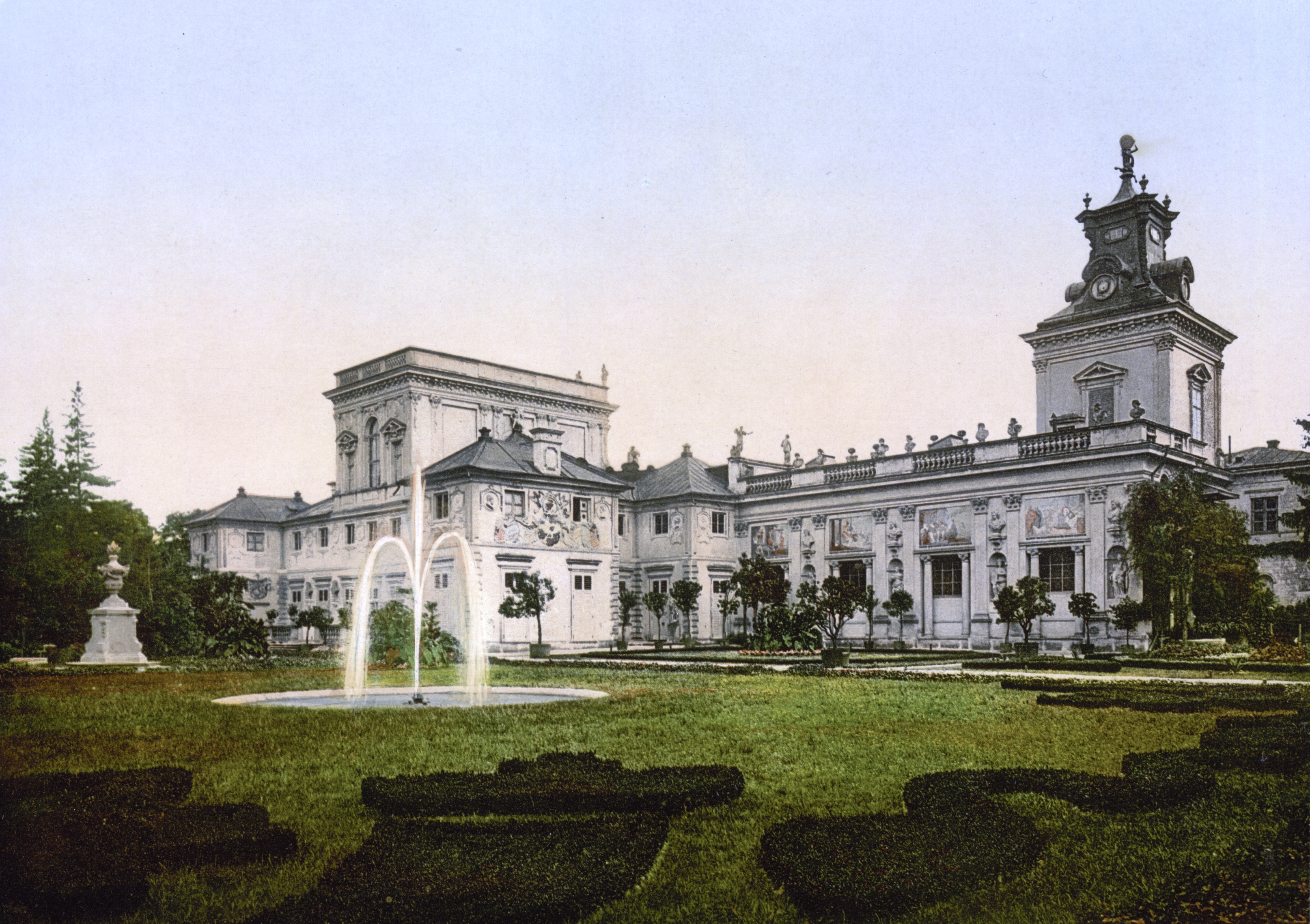
El palacio a principios del.

La familia Potocki mantuvo la propiedad del palacio hasta 1892; la última en vivir allí fue Aleksandra Potocka, esposa de August Potocki (nieto de Stanisław Kostka Potocki). Tras la muerte de ésta y sin contar con descendencia, entrega el palacio en herencia a su primo Ksawery Branicki, quien lo habitó hasta su muerte en 1926 y tuvo que hacer uso de sus ahorros personales para conservarlo en buen estado después de la Primera Guerra Mundial y la crisis reinante. Su hijo, Adam Branicki, fue el último habitante del palacio y, aunque le destinó toda su energía y dinero, estableció una fundación para el palacio y abrió una biblioteca en sus instalaciones, tuvo que abandonarlo a causa del ataque alemán de 1944 y la consiguiente expropiación por parte del gobierno comunista.

### La época comunista
El palacio fue saqueado y quemado por las tropas nazis en octubre de 1944 tras el Alzamiento de Varsovia; aunque el objetivo real de éstas, destruir completamente este símbolo de la nación polaca, no pudo ser realizado debido al rápido avance del Ejército Rojo. El 28 de enero de 1945 se nacionaliza la propiedad y las colecciones del museo fueron oficialmente tomadas por el Museo Nacional de Varsovia. El 18 de diciembre de 1954 el Gobierno de la República Popular de Polonia toma la resolución de efectuar la restauración completa del edificio, conservando el estilo y las formas barrocas originales. Las obras duraron hasta 1967; la mayoría de las piezas robadas fueron repatriadas, y el 12 de septiembre de 1962 fue reabierto nuevamente al público.
En 1951 se incorpora la villa de Wilanów a la ciudad de Varsovia, perdiendo así el palacio su sello rural que lo distinguía desde hace tres siglos. En esos años se inicia un plan de urbanización de la zona; lamentablemente no todos los proyectos fueron positivos para el palacio y sus parques: tanto el sistema de canalización de las aguas como las zonas industriales aledañas o la urbanización sin planificación marcaron serios perjuicios al complejo palaciego.

### Actualidad
Tras el cambio de sistema en 1989, el nuevo Gobierno ha hecho numerosos esfuerzos para resolver los problemas que el régimen anterior había ocasionado en el complejo palaciego, llevando a cambio ambiciosos proyectos de saneamiento del palacio, sus parques y áreas colindantes. En 1995 el palacio se desligó del Museo Nacional de Varsovia y se constituyó en una institución cultural autónoma con personalidad jurídica: el Museo-Palacio de Wilanów. Desde 2006 pertenece a la asociación Residencias Reales Europeas.

## Dueños del palacio
- 1679-1696: rey Juan III Sobieski, primer dueño
- 1696-1720: Jaime Luis Sobieski (primogénito del rey Juan III)
- 1720-1729: Elżbieta Sieniawska, adquisición por compra
- 1730-1733: rey Augusto II (contrato de incorporación)
- 1733-1782: Maria Zofia Sieniawska y August Aleksander Czartoryski (hija única de Elżbieta Sieniawska y su marido)
- 1782-1816: Izabela Lubomirska (hija de los anteriores)
- 1816-1836: Aleksandra Lubomirska y Stanisław Kostka Potocki (hija de la anterior y su marido)
- 1836-1845: Aleksander Stanisław Potocki (hijo de los anteriores)
- 1845-1867: August Potocki (hijo del anterior)
- 1867-1892: Aleksandra Potocka (esposa del anterior, fallecida sin descendencia)
- 1892-1926: Ksawery Branicki (primo de la anterior)
- 1926-1945: Adam Branicki (hijo del anterior y último dueño)
- Septiembre de 1945: Saqueo de las tropas nazis en el Alzamiento de Varsovia
- 1945: Nacionalizado por la R. P. de Polonia
- 1945-1995: Administrado por el Museo Nacional de Varsovia
- 1995-hoy: Institución cultural autónoma Museo-Palacio de Wilanów

## Arquitectura

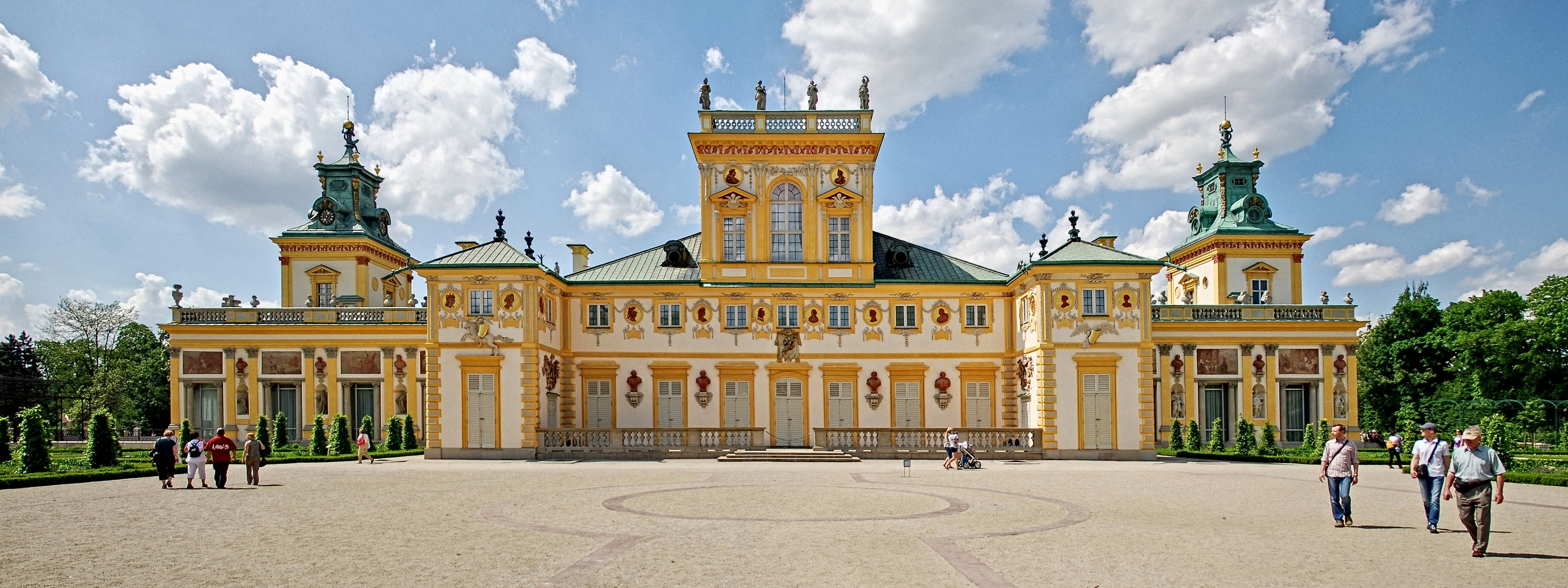
Fachada barroca.

El edificio fue construido por diseño del arquitecto Augustyn Locci. Muchos relieves y otros detalles de la fachada fueron creados por el escultor Andreas Schlüter. La planta del palacio es simple: un compacto cuerpo central rectangular cuya fachada principal está orientada al occidente, unido por medio de galerías a dos alas, una al norte y la otra al sur, que se extienden hacia el oeste. Formándose así a la entrada del palacio un gran patio o explanada con una fuente central. Dos torres culminan el edificio en sus vértices (unión del cuerpo central con las alas laterales), cada una coronada con el titán Atlante cargando la Tierra. El edificio tiene dos plantas (el pórtico central cuenta con una planta más).
La fachada es típicamente barroca, está pintada en color blanco y los contornos y las columnas en amarillo pastel. El pórtico central cuenta en la parte inferior con cuatro ventanas, separadas por columnas en altorrelieve, y en la parte superior con tres ventanales, sobre los que se puede ver la representación de un sol cuyos radios dorados coronan el pórtico. En conjunto, la fachada frontal y las laterales presentan un diseño común y simétrico, decorado por columnas, frisos de escayola (algunos pintados de rojo vermellón), bustos, algunas esculturas (alegorías, ángeles, etc.), y una serie de trofeos y estatuas clásicas que coronan el edificio, así como una balaustrada en la cubierta.

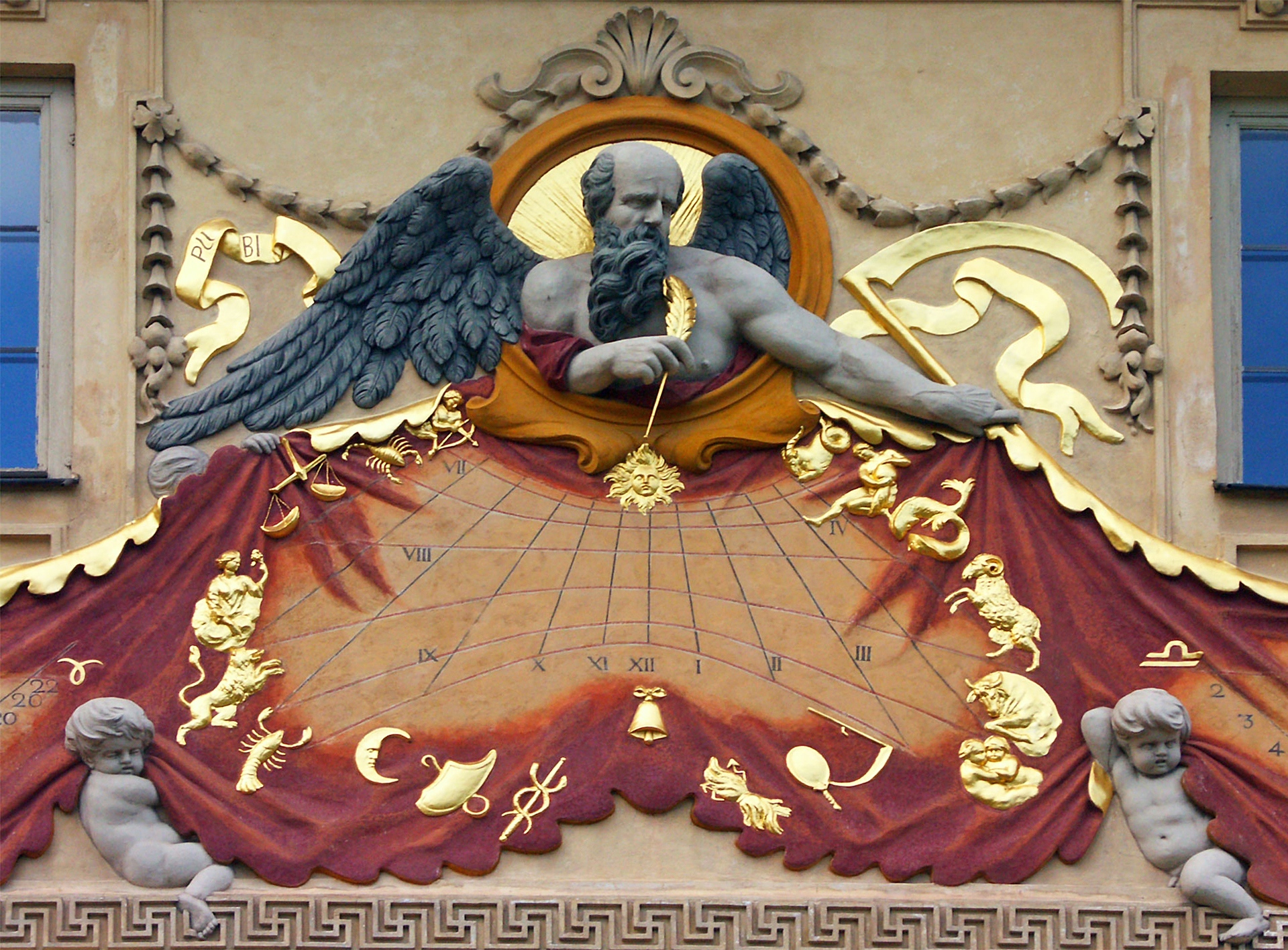
Detalle del reloj solar

La fachada posterior está pintada de color blanco crema. Su parte central, que sobresale del resto de la fachada, no presenta columnas y cuenta con una pequeña terraza delimitada por una balaustrada. Entre los elementos que ornamentan esta fachada hay bustos y medallones con la efigie de emperadores y cónsules romanos. En los laterales se pueden apreciar dos bellos conjuntos escultóricos: en el lateral norte un globo terráqueo y dos esferas armilares, y en el lateral sur un interesante reloj solar, obra del astrónomo Johannes Hevelius. El resto de la fachada está decorada con relieves en terracota que glorifican la victoria de Juan III Sobieski.

### Interiores

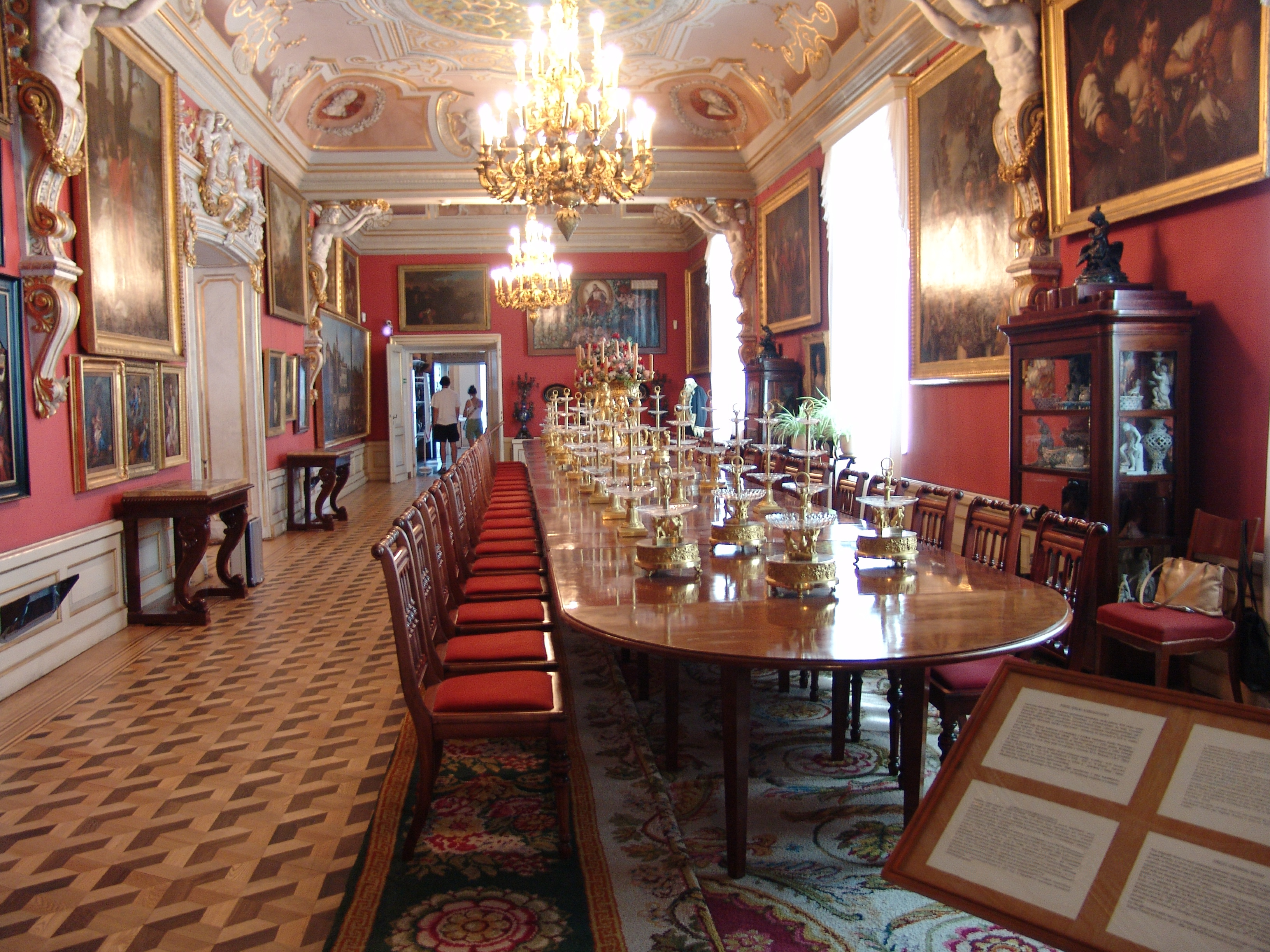
El Gran Salón Carmesí o salón de banquetes.

La decoración interior abarca los estilos barrocos, rococó y clasicista. Gran parte del palacio ha sido adaptada como museo: entre los salones que se pueden visitar están la biblioteca, el salón de banquetes, las habitaciones del rey y la reina con mobiliario original, la sala etrusca con numerosas esculturas antiguas de la colección de Potocki y otras habitaciones con muchas pinturas, entre las que se encuentra el famoso cuadro de Jan Sobieski a caballo luchando contra los otomanos: La batalla de Kahlenberg, inspirado en la famosa batalla. La colección de retratos funerarios es una de las más grandes y originales del mundo. De especial interés es la Sala Blanca, que ocupó la princesa Izabela Lubomirska, en estilo Imperio.
La decoración de estuco y las pinturas del palacio son obra de artistas como Józef Szymon Bellotti, George Siemiginowski-Eleuter, Miguel Ángel Palloni, Claude Callot. Jan Samuel Mock se encargó de las imágenes de Augusto II el Fuerte que se pueden contemplar en el Gabinete Neerlandés. Los escudos fueron realizados por Francesco Fumo. La ornamentación estilo Imperio (años 1720 y 1730) es obra de Pietro Innocente Comperetiego.

## Museo

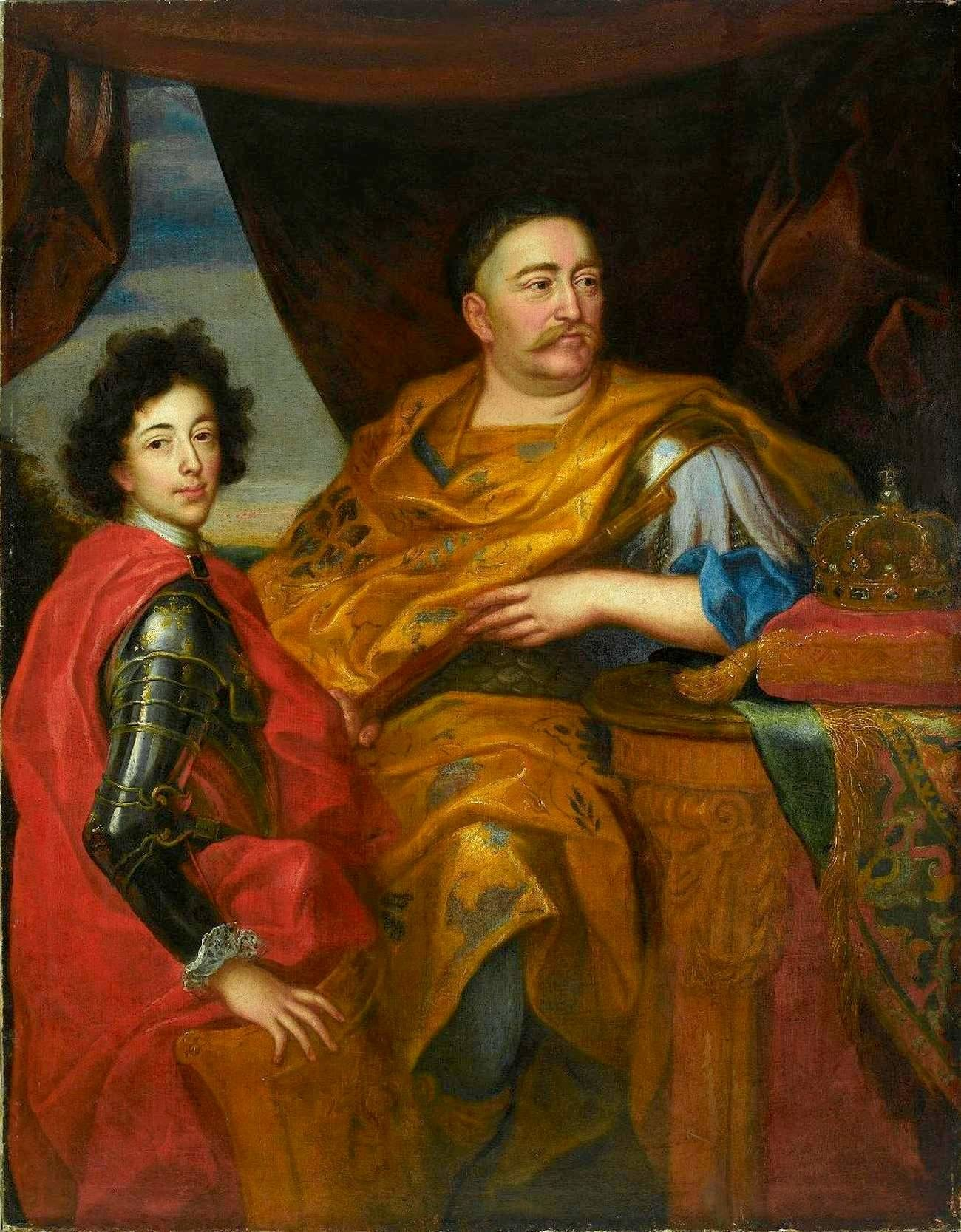
Juan III Sobieski y su hijo, pintura de Jan Tricius.

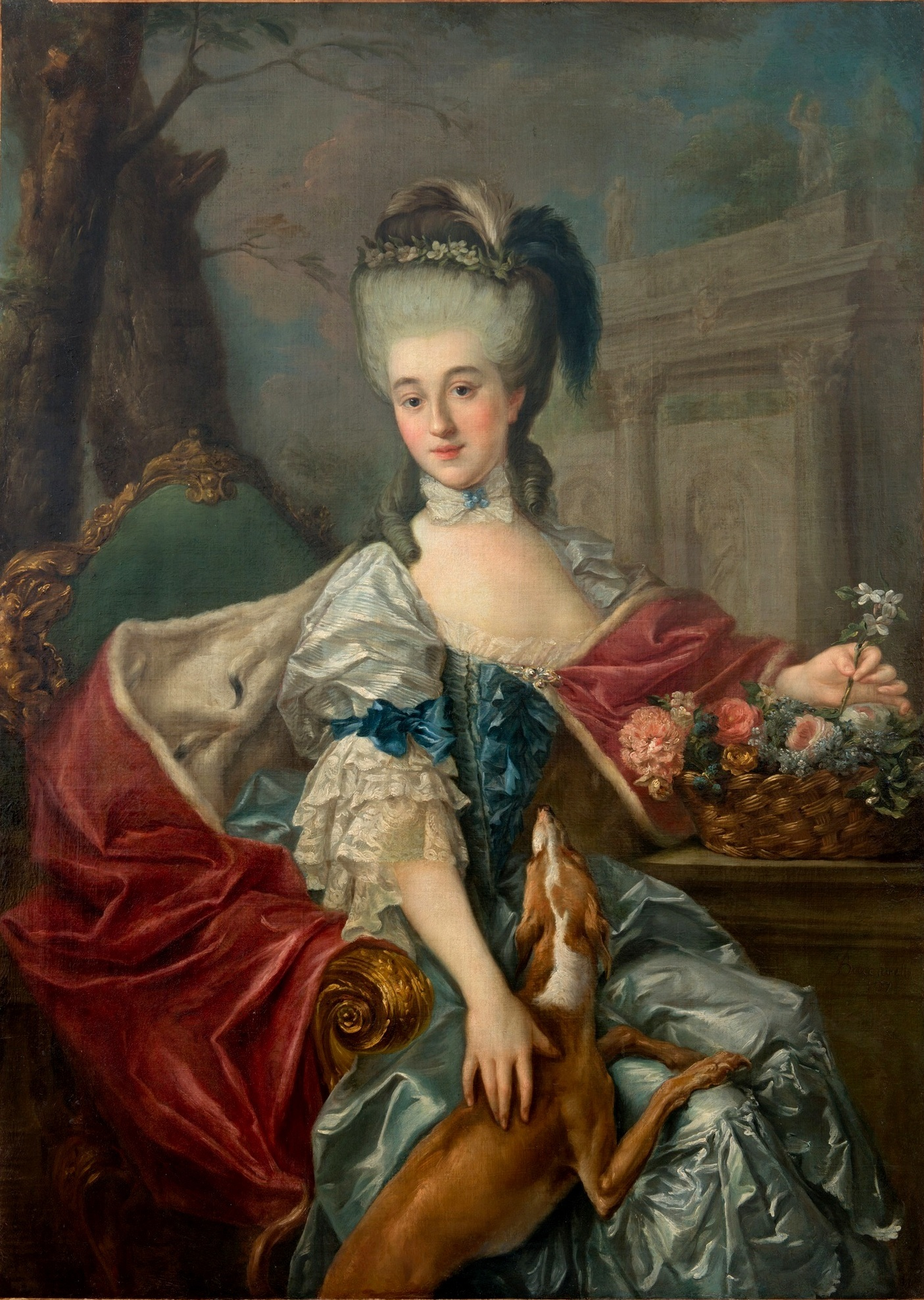
Isabel Lubomirska, la Princesa Azul, por Marcello Bacciarelli.

El Museo del Palacio de Wilanów está abierto al público y cuenta con una amplia e interesante colección histórico-artística de Polonia. Se puede dividir en dos secciones: la planta superior alberga el Museo del Retrato, que reúne una cantidad considerable de pinturas de reyes, miembros de la aristocracia, las artes y la política polacas de los últimos siglos, pintados por renombrados artistas polacos e internacionales. En la parte baja se pueden admirar las habitaciones reales, que están bien conservadas y cuentan con mobiliario original. A continuación se enumeran las salas, salones y habitaciones que conforman el museo (en el sentido de la exposición).
| - Planta baja: | - Planta alta: |

## El parque del palacio

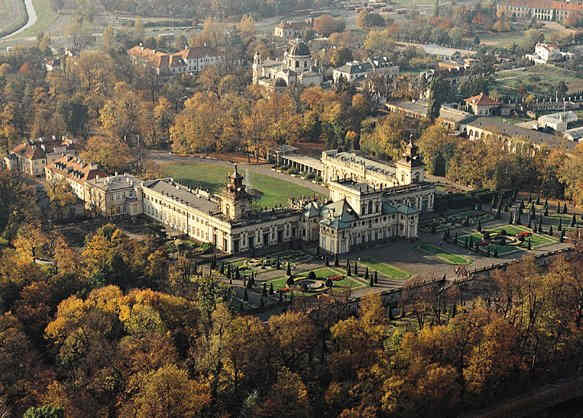
Vista aérea del palacio y su parque.

Al Palacio de Wilanów le pertenece un extenso parque de 45 ha con bellos jardines en diversos estilos, un par de interesantes construcciones y numerosas fuentes, esculturas y monumentos. La planificación del parque se ha visto favorecida desde antaño por el terreno en forma de terrazas y por las reservas de agua (lagos y canales) que se encuentran en la zona.
Ya desde Juan III Sobieski, el fundador del palacio, se inició la configuración del parque, puesto que él mismo era un gran amante de las plantas. Los siguientes dueños del palacio dejaron su impronta en el parque, aumentándolo y haciendo cambios de acuerdo a la moda reinante en esos tiempos; pero la mayor parte del parque fue realizada entre el último cuarto del siglo XVII y la primera mitad del siglo XVIII, siguiendo el ejemplo de los parques barrocos italianos y franceses de esa época. Posteriormente un área del parque fue transformada en el estilo romántico.
La forma actual del parque se debe al diseño del profesor y urbanista Gerard Ciołek, a quien se debe la reconstrucción de los jardines a principios de la década de 1950.
En el parque se encuentran cuatro jardines de estilos diferentes:

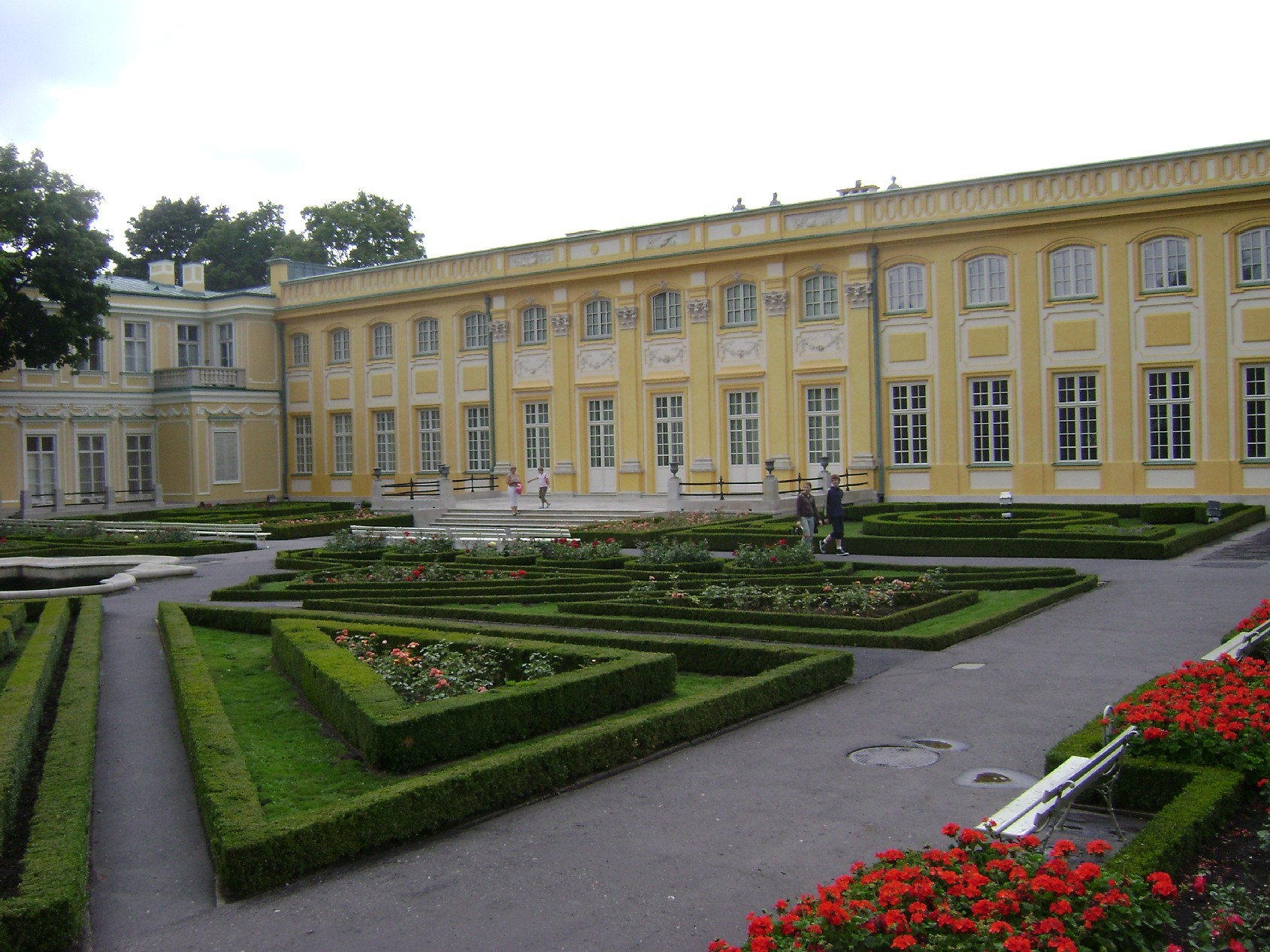
El jardín de las rosas.

- El jardín barroco: es la sección más antigua del parque, la que se encuentra frente a la terraza posterior del palacio, es de estilo barroco, está emplazado en dos niveles y cuenta con formas geométricas trazadas en el suelo y decoradas con flores diversas (tulipán, narcisos, margaritas, begoñas, lavanda, geranios, dalias, etc.), posee además bellas fuentes. Este jardín termina a la ribera del lago de Wilanów.
- El jardín inglés: ubicado enfrente del ala norte del palacio, fue creado por Stanisław Kostka Potocki y su esposa, Aleksandra Lubomirska, entre 1799 y 1821 en estilo inglés, de moda en esos años. Está decorado con estanques, puentes y una escultura que representa una batalla romana. Cuenta con una estación de bombeo del siglo XIX, obeliscos, columnas, un pabellón chino y una orangerie con una exposición de escultura y decoración. Este jardín-parque se extiende por el norte hasta los confines del recinto, a lo largo del lago Wilanów.
- El jardín inglés-oriental: se encuentra más al sur de la rosaleda y es más un parque que un jardín. Fue creado en 1784 por Izabela Lubomirska; antiguamente albergaba un par de granjas. Cuenta con un estanque y cerca de este se alza un obelisco con la urna que contiene los restos de Ignacy Potocki. También se encuentra en este parque la colina de Baco con una Victoria alada y una cruz de la Orden de Malta en su cima, cerca de ésta se encuentra una bella cascada.
- El jardín de las rosas: enfrente del ala sur, en estilo neorrenacentista, muestra una bella rosaleda multicolor con muchas especies de rosas. Fue hecho entre 1855 y 1866 por orden de August Potocki y Aleksandra Potocka. En el centro del jardín está una fuente; repartidas por el jardín hay esculturas que representan animales y figuras alegóricas.

Las reservas acuíferas de la zona le confieren al parque un sello muy particular: el lago natural de Wilanów, el arroyo Słuzewiec y los estanques y canales artificiales le dan al parque un agradable microclima y una atmósfera romántica.
Entre los árboles que pueblan el parque se encuentran árboles nativos: tilo, arce real, carpe, olmo, álamo blanco, álamo negro o chopo y roble. También algunas especies exóticas están presentes: ginkgo, catalpa, tulipanero, plátano común, acacia negra. Muchos de estos árboles son ejemplares muy valiosos, 28 de ellos están bajo protección municipal.
La entrada al parque se realiza directamente desde el patio central del palacio a través de una puerta. El patio fue especialmente decorado en el siglo XIX por Stanisław Kostka Potocki, quien lo amplió y le dio ese toque característico con el césped cortado en forma de óvalos y con flores de magnolia híbrida. El patio está separado del parque por una galería o pasarela y una puerta romana. La puerta de acceso al parque tiene una inscripción en latín del poeta romano Horacio «Ducere Soliciatae Quam Iucunda Oblivia Vitae», que alaba la soledad rural, alejada de las procupaciones de la vida. La galería fue levantada por el arquitecto Franciszek Maria Lanci como prolongación del ala norte del palacio, en el lugar que anteriormente se hallaban las caballerizas, y está cubierta de plantas trepadoras.
Al entrar al parque, se puede apreciar mirando a la izquierda un lugar encantador: el bosque de Akademos, en cuya entrada se erigen los monumentos a los poetas Jan Kochanowski y Franciszek Karpiński. En el ala norte del palacio se encuentran las terrazas rococó, repletas de flores estacionales, que le confieren al jardín un aspecto de alfombra colorida.
A continuación se describen las principales edificaciones que se encuentran dispersadas por el parque:

### Iglesia de Santa Ana

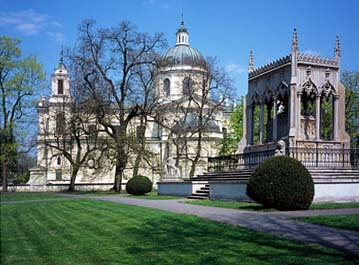
Iglesia de Santa Ana con el Mausoleo de Potocki en primer término.

La iglesia de Santa Ana fue construida en el parque entre 1772 y 1775 por Adam Kazimierz Czartoryski en estilo clasicista y, posteriormente, entre 1857 y 1870 reconstruida por Henryk Marconi en estilo neorrenacentista. Está ubicada al noroeste del palacio.

### Mausoleo de Potocki
Cerca de la iglesia anterior se encuentra el magnífico mausoleo de Stanisław Kostka Potocki, que fue levantado entre 1792 y 1892 en estilo neogótico bajo el proyecto de Henryk Marconi; el sepulcro fue terminado en 1832. Cuenta con esculturas de J. Tatarkiewicz y K. Hegel. En cada una de las cuatro esquinas del mausoleo se halla esculpido un león rampante con el escudo de la casa Potocki.

### Museo del Cartel
En la antigua fábrica de coches, en estilo barroco, se encuentra el Museo del Cartel, uno de los más antiguos, grandes y completos de todo el mundo en su especialidad.